# Indapamid
Indapamid (INN) ist ein Benzamidderivat, welches als Diuretikum (harntreibendes Mittel) zur Regulierung des Bluthochdrucks verwendet wird.

## Allgemein
Die verordneten Tagesdosen (DDD) liegen bei Indapamid im Jahr 2016 bei 12,1 Millionen. Das macht einen Zuwachs von 4,2 % im Vergleich zum Vorjahr.

## Art und Dauer der Wirkung
Der Calciumstrom in den Muskelzellen wird reduziert und eine Umverteilung des im endoplasmatischen Retikulum (ER) gelagerten Calciums findet statt. Das erzielt eine blutdrucksenkende Wirkung bereits ab 1,5 mg, ausgeprägt bei 2,5 mg täglich.
Des Weiteren verringert der Arzneistoff die Natriumrückresorption im distalen Tubulus der Nieren. Das führt zu einer Verringerung der Wasserrückgewinnung, wodurch ein ausschwemmender Effekt entsteht. Der Effekt der Ausschwemmung tritt erst ab 5 mg ein. Somit zählt der Arzneistoff zu den Diuretika.
Der größte Teil der blutdrucksenkenden Wirkung von Indapamid beruht auf einer Reduktion des peripheren Widerstandes. Das Herzzeitvolumen ist der Quotient aus Blutdruck und Widerstand; bei konstantem Herzzeitvolumen führt eine Widerstandssenkung zur Blutdrucksenkung. Außerdem ist das Herzzeitvolumen der Quotient aus Herzleistung und Blutdruck; bei konstantem Herzzeitvolumen führt eine Blutdrucksenkung zur Senkung der Herzleistung. So vermindert Indapamid das Arterioskleroserisiko.
Die Halbwertszeit beträgt 15 bis 18 Stunden.

## Verteilung im Körper
Indapamid wird in der Leber zu über 90 % chemisch umgesetzt. Die entstandenen Produkte werden zu 60 bis 70 % über die Nieren in den Harn geleitet. In den Stuhl gelangen 16 bis 20 % der Metaboliten. Im Urin kann 7 % der Ursprungssubstanz gefunden werden.

## Nebenwirkungen
Allergische Reaktionen, Hautausschläge, Exazerbation eines vorbestehenden Lupus erythematodes, Übelkeit, Mundtrockenheit, Verstopfung, Schwindel, Kopfschmerzen, Parästhesien, Pankreatitis.

## Stereochemie
Indapamid enthält ein Stereozentrum und besteht aus zwei Enantiomeren. Hierbei handelt es sich um ein Racemat, also um ein 1:1-Gemisch aus (R)- und (S)-Form:
| CAS-Nummer 77083-52-4 | CAS-Nummer 77083-53-5 |